# Groen steilkopje
Het groen steilkopje (Cryptocephalus sericeus) is een keversoort uit de familie bladkevers (Chrysomelidae). De wetenschappelijke naam van de soort werd als Chrysomela sericea in 1758 gepubliceerd door Carl Linnaeus.

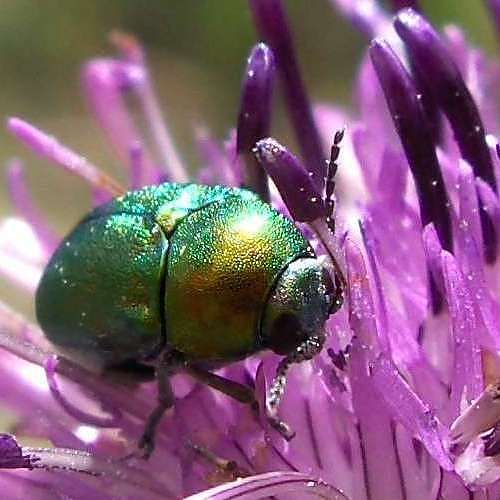
Groen steilkopje